# Magdalena Cynk-Mikołajewska
Magdalena Cynk-Mikołajewska (ur. 24 maja 1968 w Toruniu) - kompozytorka, carillonistka, nauczycielka teorii muzyki w Zespole Szkół Muzycznych w Toruniu, rodowita torunianka. Animatorka ruchu muzycznego w Toruniu i regionie, organizatorka licznych koncertów, festiwali i konkursów muzycznych. Autorka wielu kompozycji inspirowanych historią Torunia i regionu.

## Życiorys
Jest absolwentką toruńskiej szkoły muzycznej i Akademii Muzycznej w Bydgoszczy w klasie kompozycji. Krótko po studiach współpracowała z toruńskimi i bydgoskimi teatrami. W 2018 roku ukończyła studia podyplomowe w zakresie Zarządzania Instytucjami Kultury na Uniwersytecie Kazimierza Wielkiego w Bydgoszczy. Studiowała również naukę gry na carillonie w Akademii Muzycznej im. Stanisława Moniuszki w Gdańsku oraz w Królewskiej Szkole Carillonowej w Mechelen w Belgii. W Zespole Szkół Muzycznych w Toruniu utworzyła i prowadzi unikatowe na skalę ogólnopolską zajęcia z kompozycji, gdzie wychowała już kilkudziesięciu znanych w Polsce i na świecie kompozytorów.
Jako członek Polskiego Stowarzyszenia Carillonowego jest pomysłodawczynią, organizatorką i solistką Festiwalu Tour de Carillon, którego koncerty z udziałem carillonu mobilnego można było usłyszeć w licznych miastach Polski i regionu. W 2012 roku reaktywowała założone w 1921 roku Pomorskie Towarzystwo Muzyczne. Będąc do dziś prezeską tego stowarzyszenia, jest autorką wielu nowych inicjatyw, ogólnopolskich konkursów kompozytorskich, kursów i warsztatów aktorsko-instrumentalnych dla dzieci i młodzieży pn. Wakacje Muzyczne z Pasją, Koncertów Towarzyskich, Festiwalu Młodej Muzyki i innych.

## Twórczość
Jest członkiem Związku Kompozytorów Polskich. Pisze kompozycje solowe, kameralne, orkiestrowe i chóralne, które wykonywane są na wielu festiwalach i koncertach w miastach regionu, Polski i Europy, a także w Stanach Zjednoczonych i Brazylii. Najważniejszymi utworami w jej twórczości są kompozycje wokalno-instrumentalne, nawiązujące tematyką do kultury i historii Torunia, jak np. Sinfonietta flisacza, Kantata inkorporacyjna na cześć hołdu toruńskiego 1454 do słów króla Kazimierza Jagiellończyka, w której oprócz chóru i orkiestry wykorzystała dźwięk dzwonu Tuba Dei i wiele innych. Wśród licznych nagród i wyróżnień najbardziej sobie ceni Honorowy Medal Prezydenta Miasta Torunia Thorunium.